# Granja de Torrehermosa
Granja de Torrehermosa ist ein Dorf und eine Gemeinde (municipio) mit nur noch 1.900 Einwohnern (Stand: 2024) im Südosten der spanischen Provinz Badajoz in der Autonomen Gemeinschaft Extremadura. Neben dem Hauptort Granja de Torrehermosa gehört auch die Ortschaft Los Rubios zur Gemeinde.

## Lage
Granja de Torrehermosa liegt etwa 140 Kilometer südsüdöstlich von Mérida und etwa 190 Kilometer südöstlich von Badajoz in einer Höhe von ca. 595 m. Das Klima im Winter ist gemäßigt, im Sommer dagegen warm bis heiß; die eher geringen Niederschlagsmengen (ca. 489 mm/Jahr) fallen – mit Ausnahme der nahezu regenlosen Sommermonate – verteilt übers ganze Jahr.

## Bevölkerungsentwicklung
| Jahr      | 1970 | 1981 | 1991 | 2001 | 2011 | 2021 |
| Einwohner | 4113 | 2929 | 2788 | 2556 | 2287 | 1965 |

## Sehenswürdigkeiten
- Kirche der Unbefleckten Empfängnis (Iglesia de Nuestra Señora de la Concepción)
- Magdalenenkapelle
- Christuskapelle

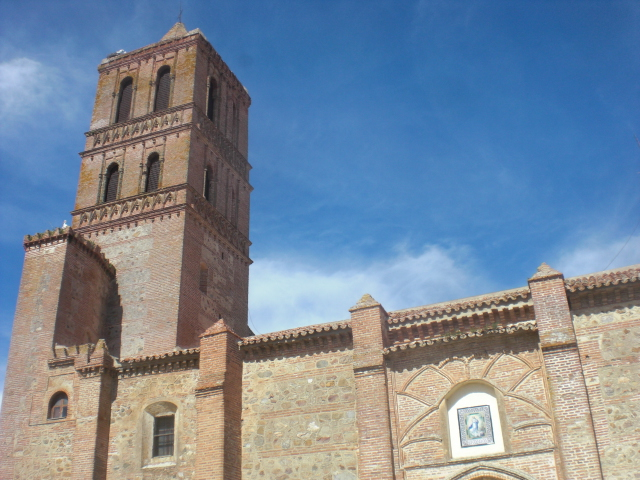
Kirche der Unbefleckten Empfängnis
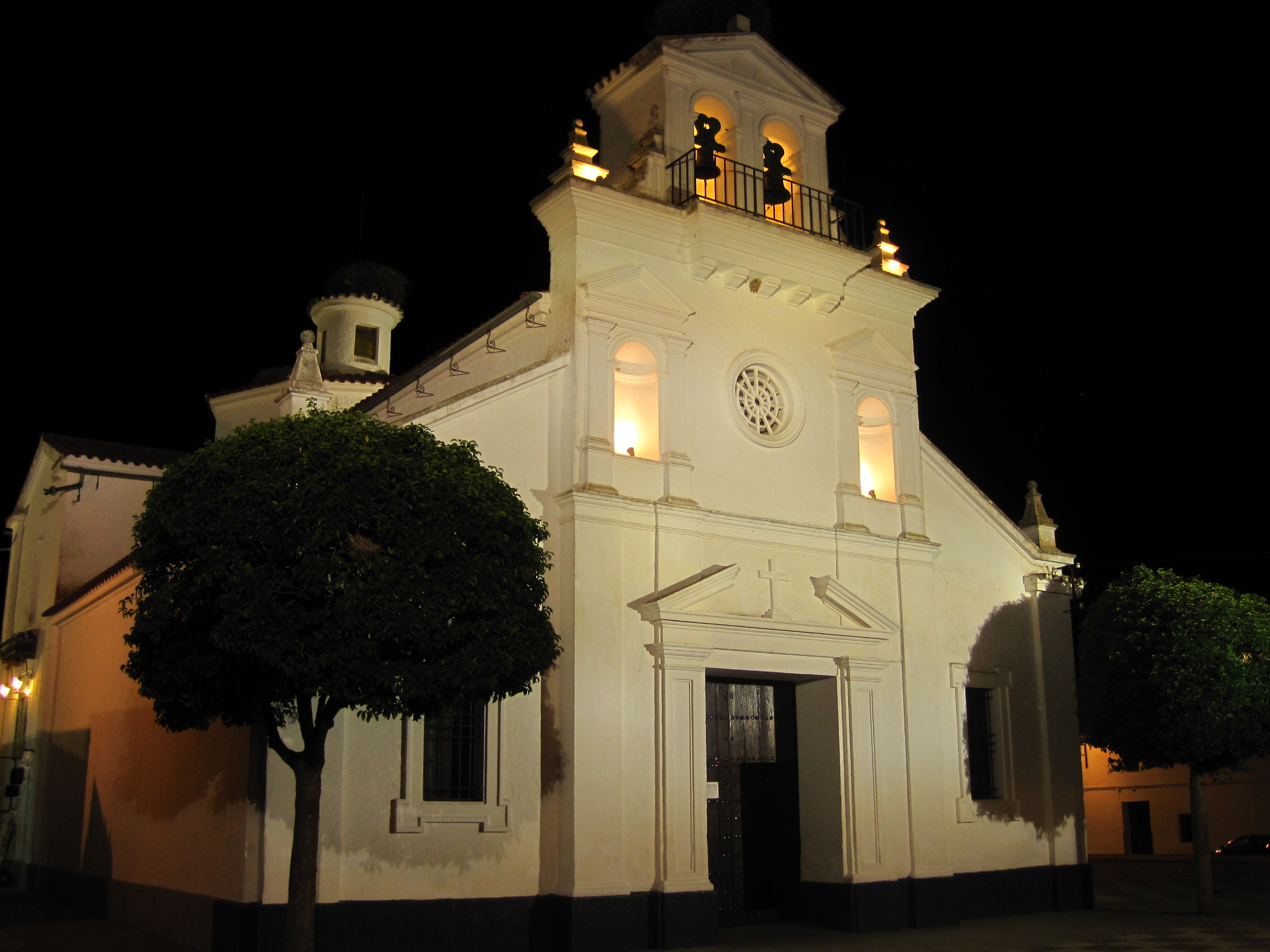
Christuskapelle
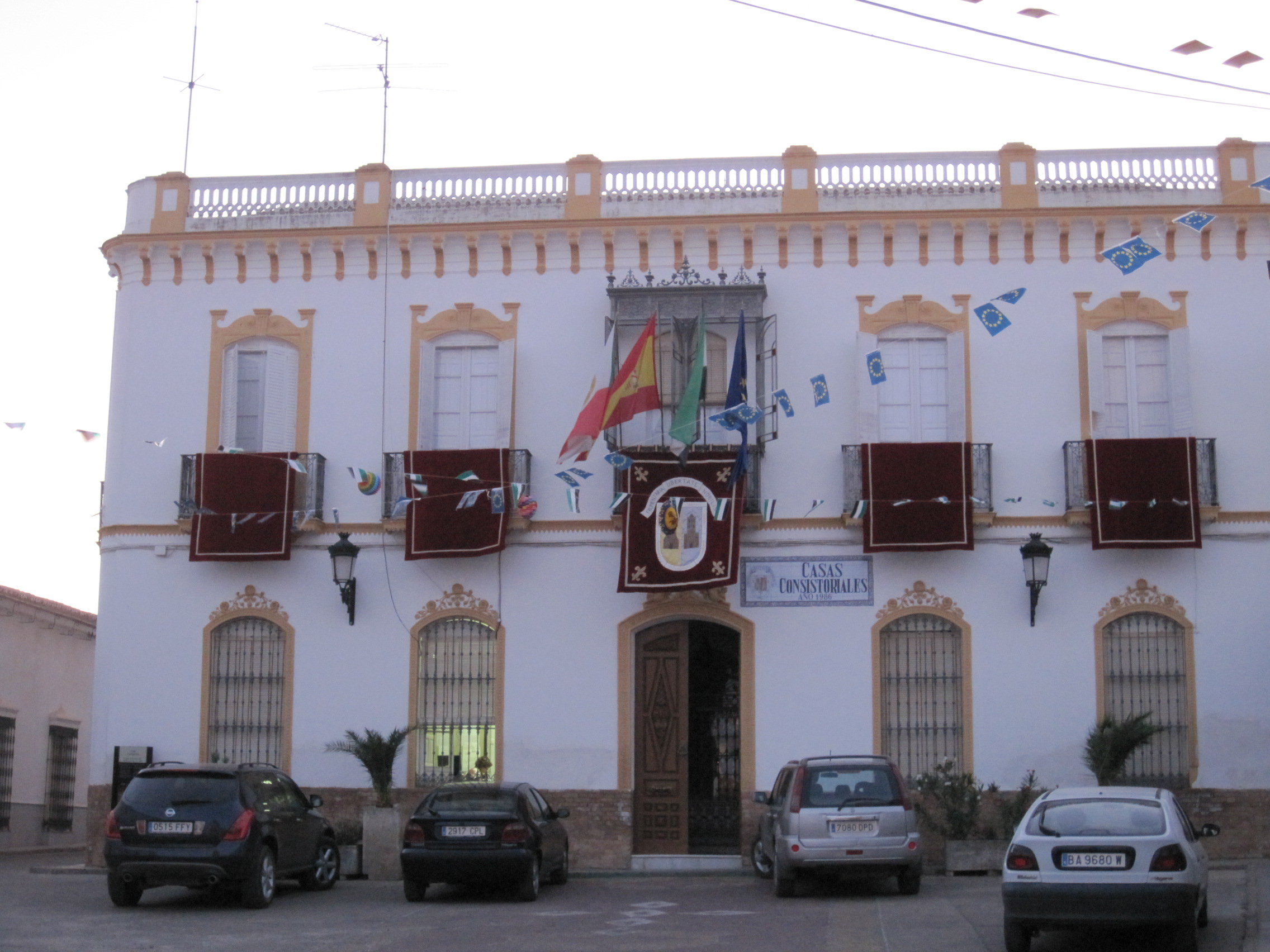
Rathaus